# Retificador de meia-onda
O retificador de meia-onda consiste em um circuito para remover metade de um sinal AC (corrente alternada) de entrada, transformando-o em um sinal CC (corrente contínua). É constituído basicamente de um transformador, um diodo e uma carga.

## Funcionamento
O inicio da retificação se da no recebimento de um sinal AC, que passa por um transformador que abaixa a tensão advinda da rede. A relação entre a tensão de entrada (V1) e de saída (V2) do transformador está diretamente relacionada ao número de espiras (N1 e N2) de cada um dos rolamentos do transformador (primário e secundário). Essa relação se dá por:
{\displaystyle V1/V2=N1/N2}
Após ser transformado, o sinal senoidal de entrada passa por um diodo (polarizado diretamente), que permite apenas a passagem do semiciclo positivo, retificando o sinal.

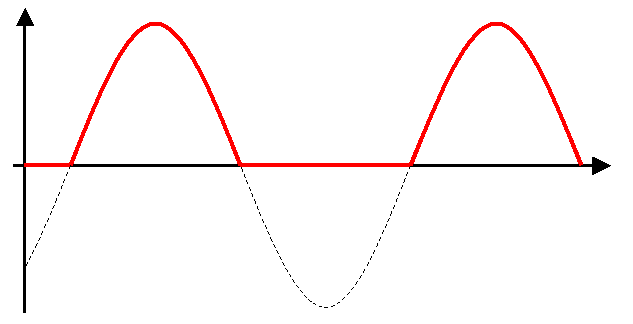
Sinal senoidal após passar pelo diodo.

O retificador começa a funcionar apenas quando a tensão de entrada ultrapassa a tensão do diodo (VD), que até esse momento não conduzirá corrente, funcionando como uma chave aberta. Ao passar pelo diodo, a tensão de entrada sofre uma queda em seu valor, que varia de acordo com seu material. Para que o diodo utilizado no circuito opere corretamente, deve-se considerar a corrente máxima que o componente pode conduzir e a tensão de pico reversa (PIV) que ele pode suportar, sem atingir a região de ruptura, sendo esta determinada pelo maior valor de tensão, proveniente do próprio circuito, que possa passar no diodo.
A tensão de saída pode ser lida colocando-se um voltímetro em paralelo com a carga.

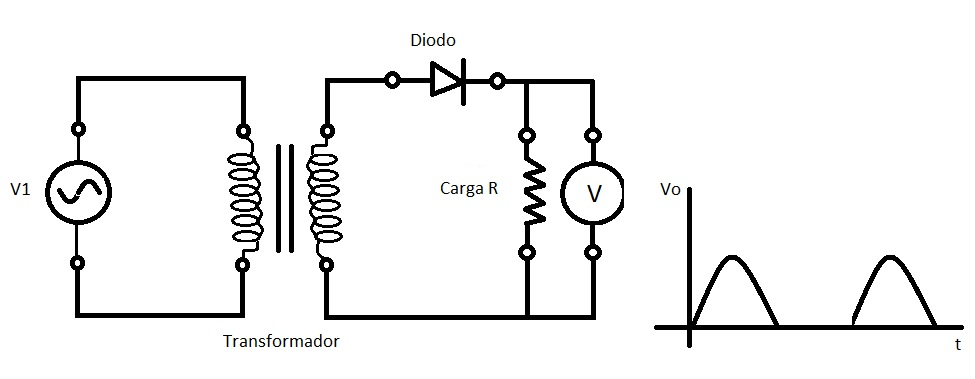
Retificador de meia onda com voltímetro em paralelo com a carga R e sinal de saída na carga.

A fórmula utilizada para calcular a tensão de saída de pico (Vop) é:
{\displaystyle Vop=V2p*(R/(R+rD))-VD(R/(R+rD))},  V2p ≥ VD.
Como na maioria dos casos a resistência do diodo pode ser desprezada, a saída de pico (Vop) pode ser calculada por:
{\displaystyle Vop=V2p-VD},  V2p ≥ VD.
Para calcular a tensão eficaz de saída, ou rms, no caso do retificador de meia onda basta apenas dividir a tensão de pico por dois.
{\displaystyle Vorms={Vop \over 2}}
Onde V2 é a tensão de saída do transformador, R é a resistência da carga e rD é a resistência do diodo e VD a tensão de condução do diodo, que pode ser de 0,7V para os diodos de silícios e de 0,3V para os diodos de germânio, Vp tensão de pico e Vrms tensão eficaz.

### Caso Especial
No circuito retificador, o diodo pode ser polarizado de forma reversa, de forma a permitir apenas a passagem do semiciclo negativo.
Existem outros tipos de retificadores também como o de Onda Completa e o em Ponte.